# Новокульчубаєво
Новокульчуба́єво (рос. Новокульчубаево, башк. Яңы Ҡолсобай) — село у складі Бірського району Башкортостану, Росія. Входить до складу Бахтибаєвської сільської ради.
Населення — 607 осіб (2010; 571 у 2002).
Національний склад:
- марійці — 98 %